# 魏氏庄园
參數所指定的目標頁面不存在，建議更正成存在頁面或直接建立下列一個頁面（建立前請先搜尋是否有合適的存在頁面可以取代）：
- 青木川魏氏庄园

37°17′27″N 117°44′48″E / 37.29083°N 117.74667°E
魏氏庄园位于中国山东省滨州市惠民县魏集镇魏集村，1996年被列为第四批全国重点文物保护单位。
魏氏庄园由树德堂、福寿堂和徙义堂三组建筑群组成。树德堂是主体建筑群，始建于清光绪十六年（1890年），占地27613平方米。福寿堂距树德堂约200米，建于同治四年（1865年）。徙义堂距树德堂约100米。